# Schudlantaarn

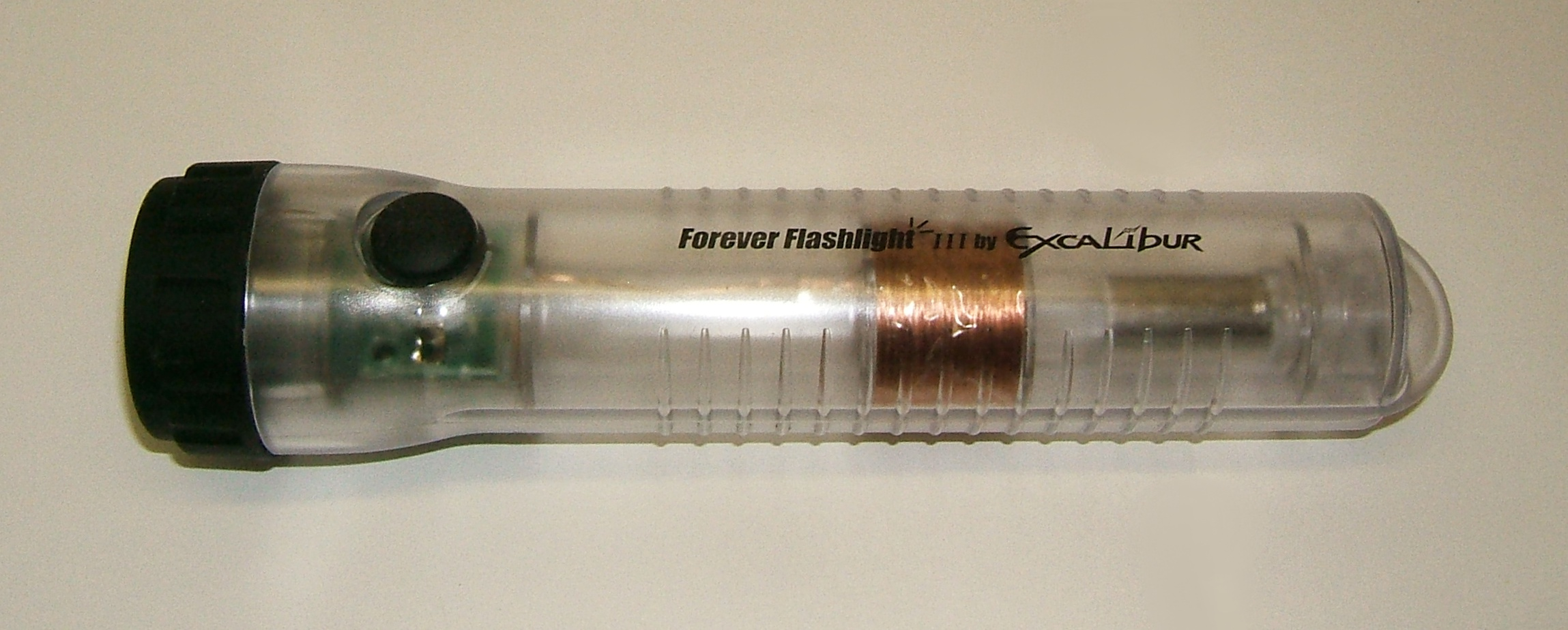

Een schudlantaarn, ook faradaylantaarn, is een zaklantaarn die opgeladen wordt via lineaire inductie door de lantaarn heen en weer te schudden. De lantaarn bevat een lineaire elektrische generator die in de meeste gevallen een supercondensator of ook wel een oplaadbare batterij oplaadt als de zaklamp in de lengte wordt geschud. De lichtbron is een witte led-lamp. 
De lineaire generator bestaat uit een sterke glijdende neodymium-magneet die heen en weer beweegt door het midden van een spoel als deze wordt geschud. Door deze beweging wordt volgens de inductiewet van Faraday een stroom in de spoel geïnduceerd, waarmee de condensator of batterij via een gelijkrichter en andere schakelingen wordt opgeladen.
De beste ontwerpen gebruiken geen oplaadbare batterij, maar een supercondensator, omdat deze een langere levensduur heeft dan een batterij. Dit, samen met de duurzame led, die niet kan doorbranden, geeft de zaklamp een lange levensduur, waardoor het een nuttige noodverlichting is. 
Een nadeel is dat de supercondensator niet veel energie kan opslaan in vergelijking met een lithium-ion-cel, waardoor de bedrijfstijd per lading beperkt is. In de meeste ontwerpen kan ongeveer 30 seconden krachtig schudden gedurende circa 3 tot 5 minuten licht opleveren. Door het apparaat zo nodig om de 2 of 3 minuten 10 tot 15 seconden te schudden, kan het apparaat continu worden gebruikt. 

## Trivia
Er zijn vervalste versies van deze zaklampen verkocht, waarvan de meeste een verborgen niet-oplaadbare lithiumcellen ter grootte van een muntstuk bevatten. De dure supercondensator is weggelaten uit de interne componenten. In sommige van deze nepontwerpen is ook de "magneet" geen echte magneet of is de spoel niet aangesloten en wordt er geen elektriciteit opgewekt wanneer het apparaat wordt geschud.